# Hermann Munk

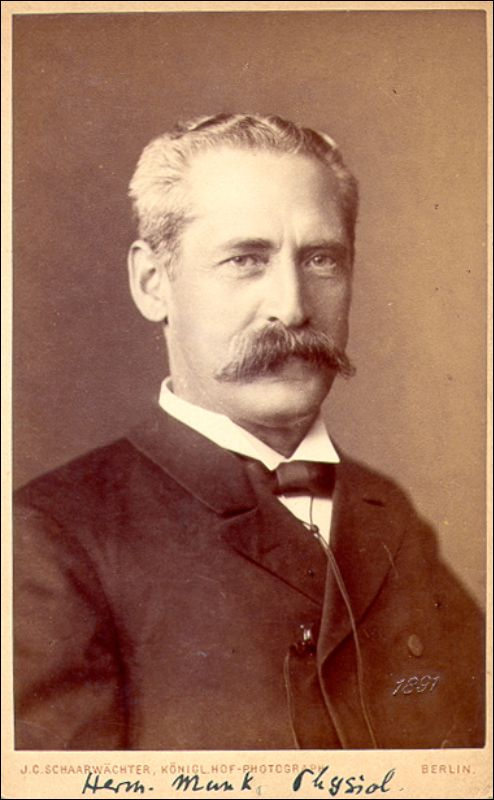
Hermann Munk (1891)

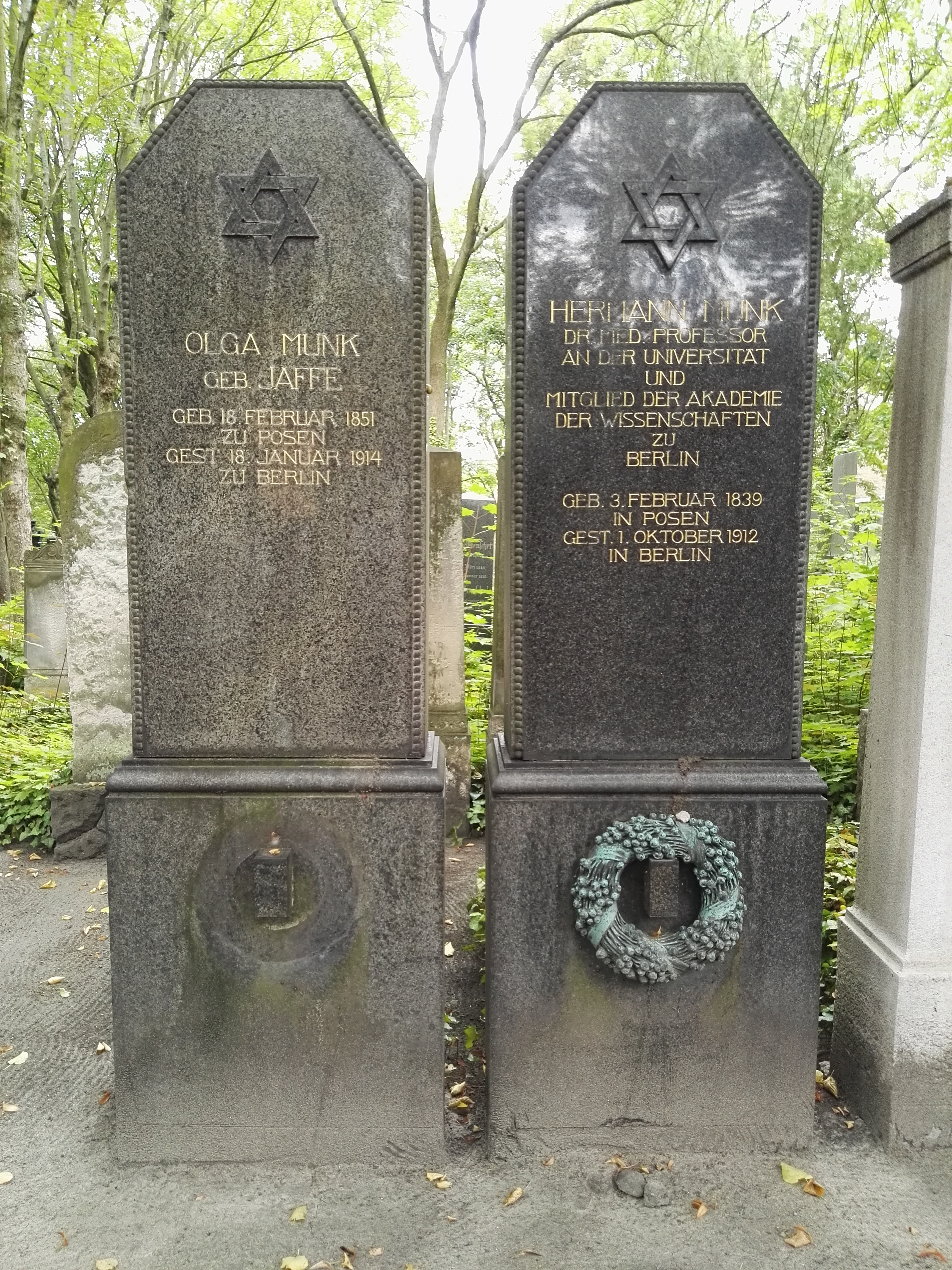
Grabstätte

Hermann Munk (* 3. Februar 1839 in Posen; † 1. Oktober 1912 in Berlin) war ein deutscher Mediziner.

## Leben und Wirken
Nach seinem Studium in Berlin und Göttingen promovierte er 1859 an der Universität Berlin, erhielt hier 1862 nach der Habilitation  die Anstellung als  Privatdozent und 1869  als Assistenzprofessor für Physiologie. 1876 wurde er Dozent für Physiologie und Vorstand des physiologischen Laboratoriums an der Berliner Tierarzneischule. 1880 wurde er als ordentliches Mitglied in die Preußische Akademie der Wissenschaften aufgenommen und erhielt 1897 eine ordentliche Honorarprofessur an der Universität Berlin. Im Jahr 1883 wurde er zum Mitglied der Leopoldina gewählt.
Er ist auf dem Jüdischen Friedhof Berlin-Weißensee bestattet.
Sein Bruder Immanuel Munk war ebenfalls Physiologe und Hochschullehrer in Berlin.

## Schriften
- Untersuchungen über das Wesen der Nervenerregung, 1868.
- Ueber die Functionen der Grosshirnrinde, 1881.
- Ueber die Ausdehnung der Sinnessphären in der Grosshirnrinde, 1902.
- Ueber die Functionen des Kleinhirns, 1908.
- Zur Anatomie und Physiologie der Sphäre der Grosshirnrinde, 1910.